# 鄭受益
郑受益（？—943年），字谦光，唐朝末年至五代十国后唐、后晋官员，出自荥阳郑氏。
郑受益是唐朝宰相郑馀庆曾孙。郑余庆生鄭澣，鄭澣生郑从谠，两次为太原河东节度使、宰相。郑从谠兄鄭處誨，为汴州节度使，家门清俭。郑处诲生郑受益。郑受益以文学入仕，历任台阁，自尚书郎升任为右谏议大夫。天福七年（942年）夏，以張彥澤多为不道，上章请行国法，十天没有答复。进表切言陈说，直言不讳，执政也讨厌他。后来以病告归长安。石敬瑭晏驾，因不赴国丧罢任，赦免后，拜为京兆少尹。宰相赵莹出镇关中，以郑受益为同僚，对他很好。当时天下聚敛借贷钱粮，对赵莹说：“京兆户籍增减，民力虚实，我都详细知道了，按等级审定，可使平允。”赵莹相信，让他与人同掌其事。郑受益被罢免后，性情大变，于是枉法牟利，又依仗门望，欺凌同僚，内奸外直，群情不洽。赃污事发，众口传扬，赵莹不得已，于是审查，他贪污的财物价值百万。天福八年（943年）冬，在家赐死。